# Полія поникла
{{#ifeq:0|0|{{#if:Pohlia nutans|{{#if:|[[]}}|[[]]}}}}
Полія поникла (Pohlia nutans) — вид мохів порядку головмохальних (Bryales).

## Поширення
Ареал охоплює такі частини світу: Європа, Африка, Північна Америка, Південна Америка, Азія, Австралія, Нова Зеландія, Антарктида.
Населяє ґрунтові береги, колоди, основи дерев, порушені місця; від низьких до високих висот.

## Галерея

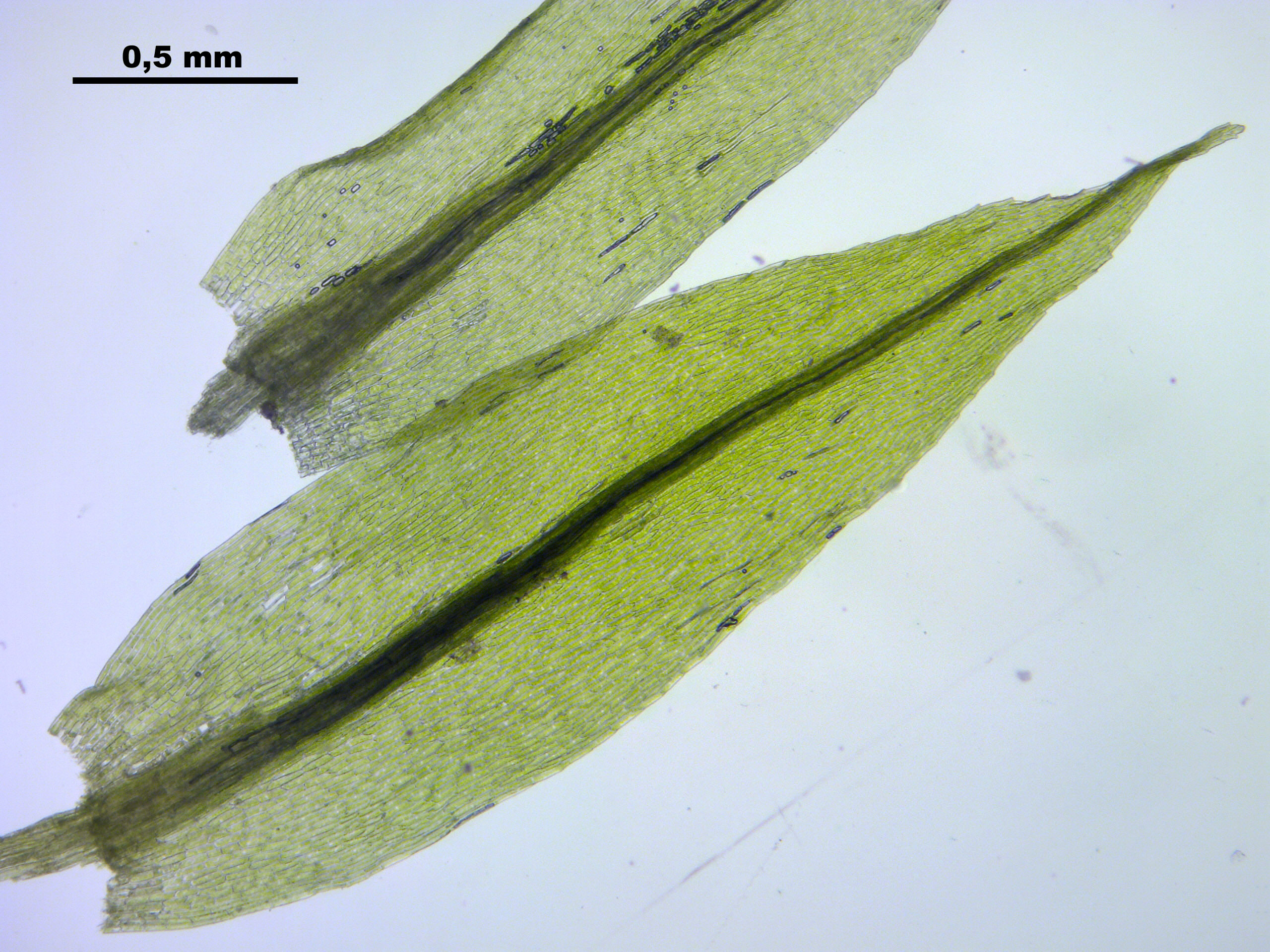
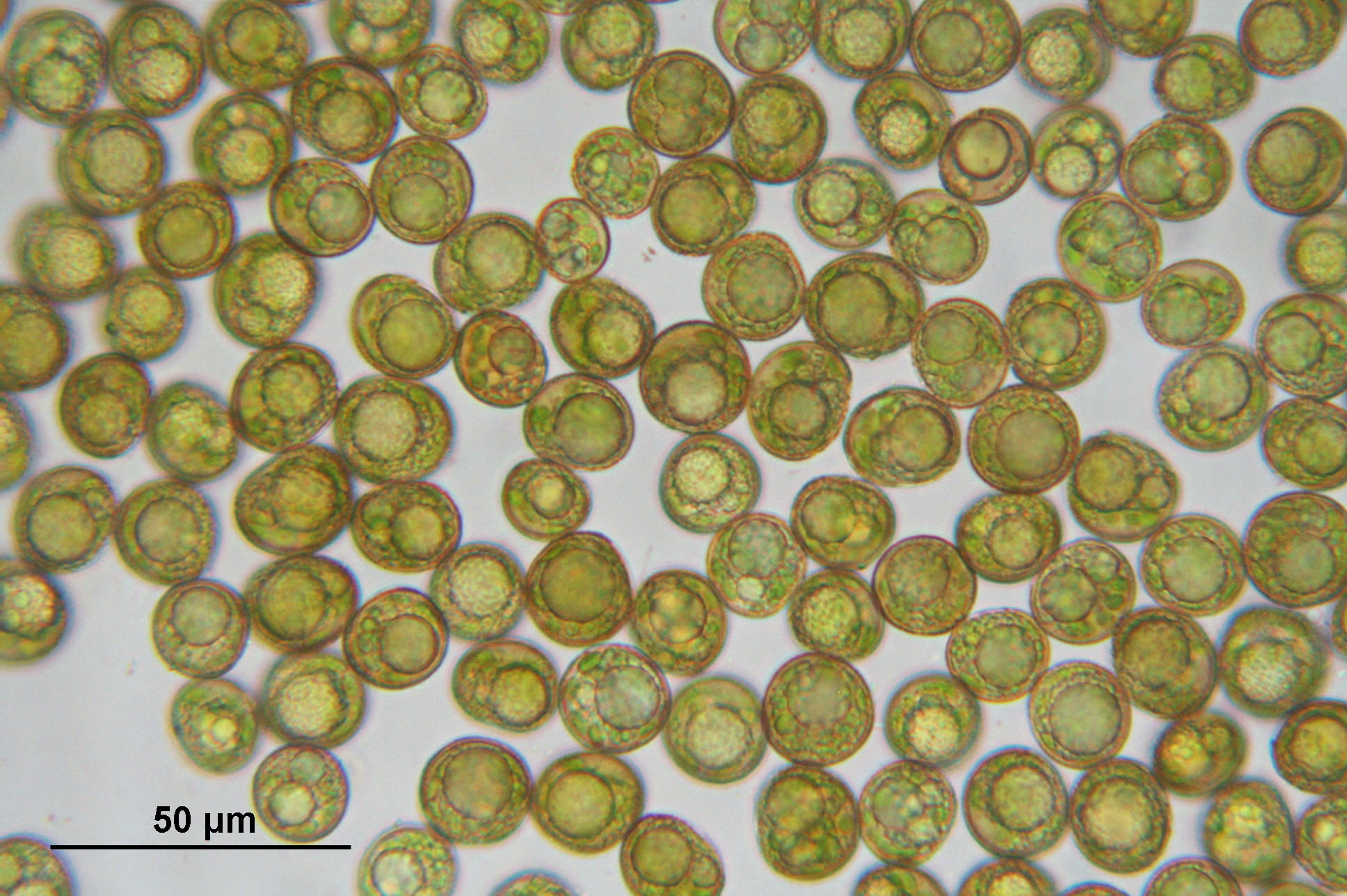

## Характеристика
Рослини від малих до великих, зелені або рідше червонуваті, тьмяні. Стебла 0.5–3.5(10) см. Листки від прямовисних до ± розпростертих, від ланцетних до яйцювато-ланцетних, 2 мм; краї від майже суцільних або частіше зубчасті до зубчастих у дистальній 1/3. Спеціалізоване безстатеве розмноження зазвичай відсутнє. Коробочкові ніжки від помаранчевого до оранжево-коричневого забарвлення. Коробочка нахилена на 80–100°, від помаранчевого до оранжево-коричневого кольору, тонко-грушоподібна. Спори 16–22 мкм.